# Aconitum montibaicalense
Aconitum montibaicalense är en ranunkelväxtart som beskrevs av Vorosh.. Aconitum montibaicalense ingår i släktet stormhattar, och familjen ranunkelväxter. Inga underarter finns listade i Catalogue of Life.